# Alberta, Virginia
Alberta är en kommun (town) i Brunswick County i Virginia. Vid 2010 års folkräkning hade Alberta 298 invånare.

## Kända personer från Alberta
- Albertis Harrison, politiker